# کتی رادزوویت
کتی رادزوویت (انگلیسی: Kathy Radzuweit؛ زادهٔ ۲ مارس ۱۹۸۲) بازیکن والیبال اهل آلمان است.